# مری بیردسون
مری بیردسون (انگلیسی: Mary Birdsong؛ زادهٔ ۱۸ آوریل ۱۹۶۸) هنرپیشه، کمدین، نویسنده، خواننده اهل ایالات متحده آمریکا است. وی از سال ۱۹۹۶ میلادی تاکنون مشغول فعالیت بوده‌است.
از فیلم‌ها یا برنامه‌های تلویزیونی که وی در آن نقش داشته‌است می‌توان به مدفون، زادگان، سرزمین ماجراجویی، ساقدوش، نمایش روزانه، هالووین ۲، رنو ۹۱۱: میامی، قاتلین، کارشناسان سکس، دبیرستان، تابستان جزیره استاتن و ملک طلق اشاره کرد.